# Mèo nhà lông dài
Mèo nhà lông dài là tên gọi những con mèo nhà có lông... dài hoặc hơi dài. Giống như mèo nhà lông ngắn, mèo nhà lông dài là mèo lai với nguồn gốc hỗn hợp và không thuộc một nòi mèo nào được công nhận.
Trong việc phân loại nòi mèo của thủ tục đăng ký giống của các hội yêu mèo, mèo nhà lông dài được ký hiệu là DLH (viết tắt của từ tiếng Anh Domestic Longhair) và được mặc định là không thuộc nòi mèo nào, mặc dù nhiều cá thể mèo DLH thực chất thuộc những nòi mèo tốt. Nhiều khi, mèo nhà lông dài bị nhần lẫn với các nòi mèo thuần chủng có hai chữ "lông dài" trong tên (như mèo lông dài Mỹ và mèo lông dài Anh).

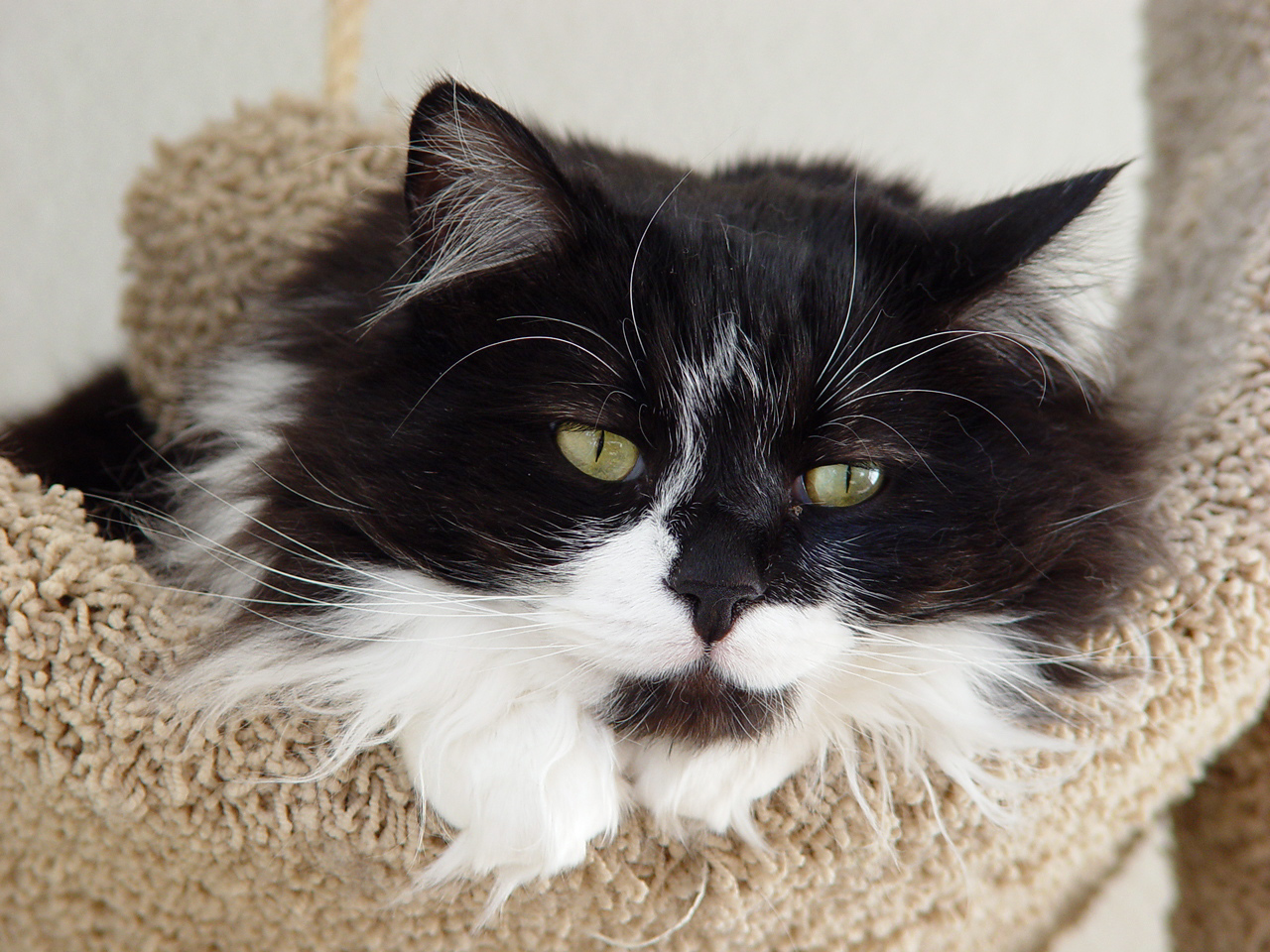
Một con mèo nhà lông dài. Có khả năng một trong các tổ tiên của nó là mèo Ba Tư, thể hiện trên đặc điểm chiếc mũi ngắn và lông mượt.

Và cũng giống như mèo nhà lông ngắn, mèo nhà lông dài có thể có nhiều kiểu màu lông khác nhau, tỉ như kiểu mèo khoang, hai màu, ba màu, lông màu khói, vân vân.
Một số cá thể mèo nhà lông dài thiếu khả năng tự chăm sóc bộ lông; điều này khiến bộ lông của chúng dần trở nên mờ xỉn và rối mù; vì vậy chúng cần được chủ chải lông thường xuyên. Thông thường vùng lông dưới của chi trước và phần trên chi sau dễ bị bẩn và rối nhất; chúng có thể khiến việc di chuyển của mèo trở nên bất tiện, gây khó chịu cho mèo và thậm chí khiến mèo bị kẹt giữa cái bụi cây do lông của chúng mắc vào các cành lá. Điều tệ hại nhất là lông và da mèo có thể bị rách khi chúng cố vùng thoát khỏi bụi cây, điều này có thể gây ra nhiều vết thương trên da cũng như làm hư bộ lông của chúng.

## Hình ảnh

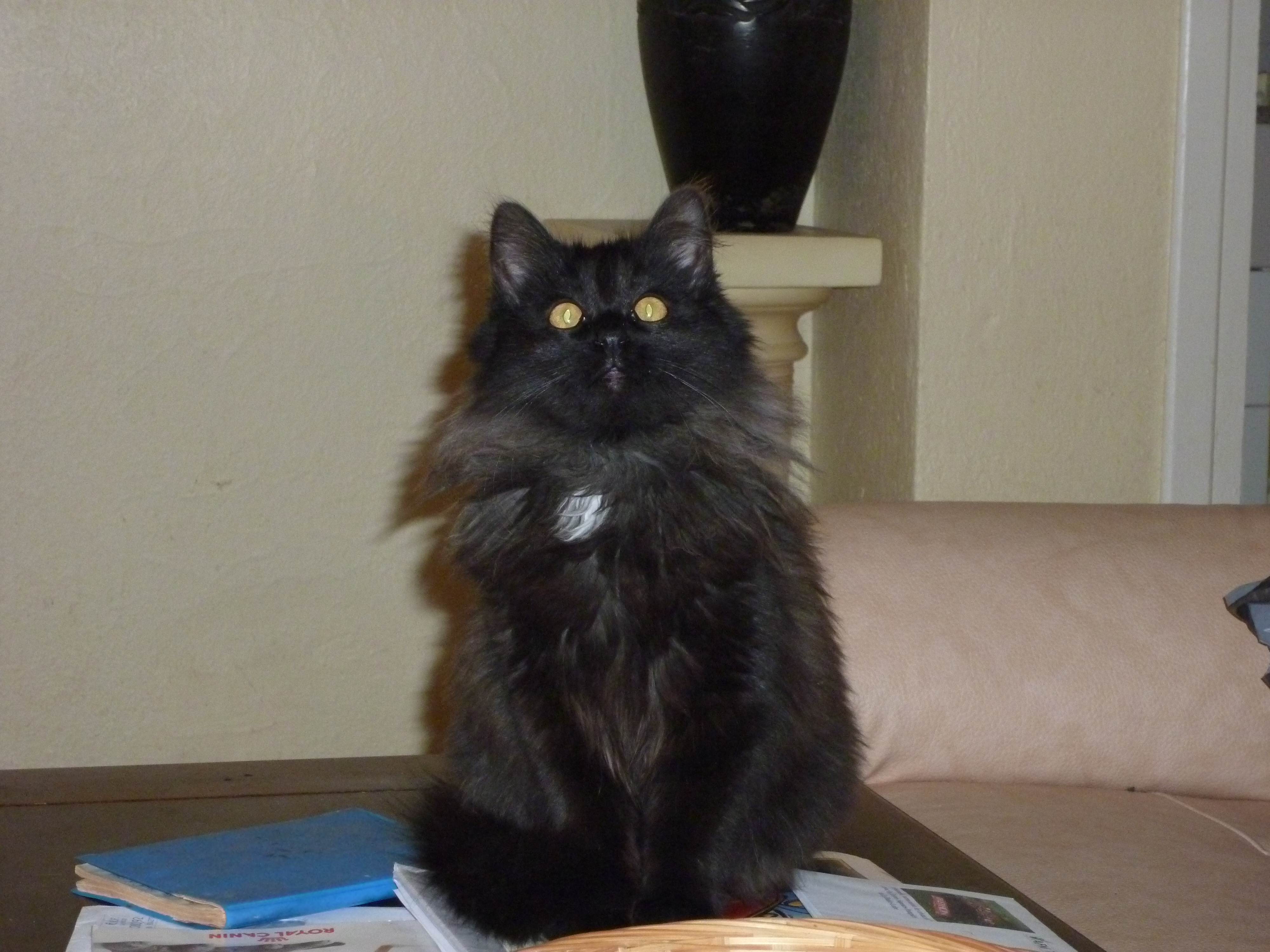
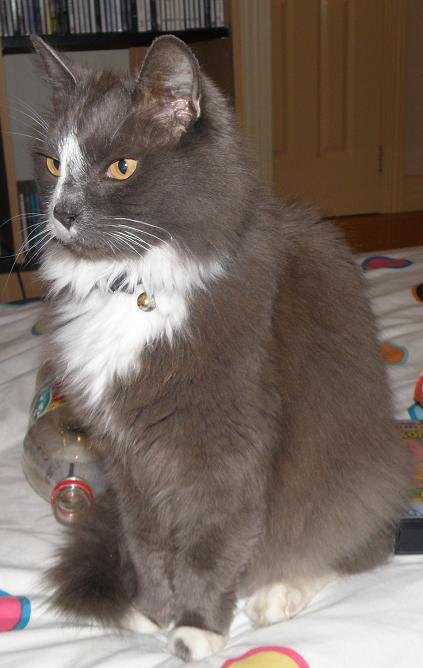
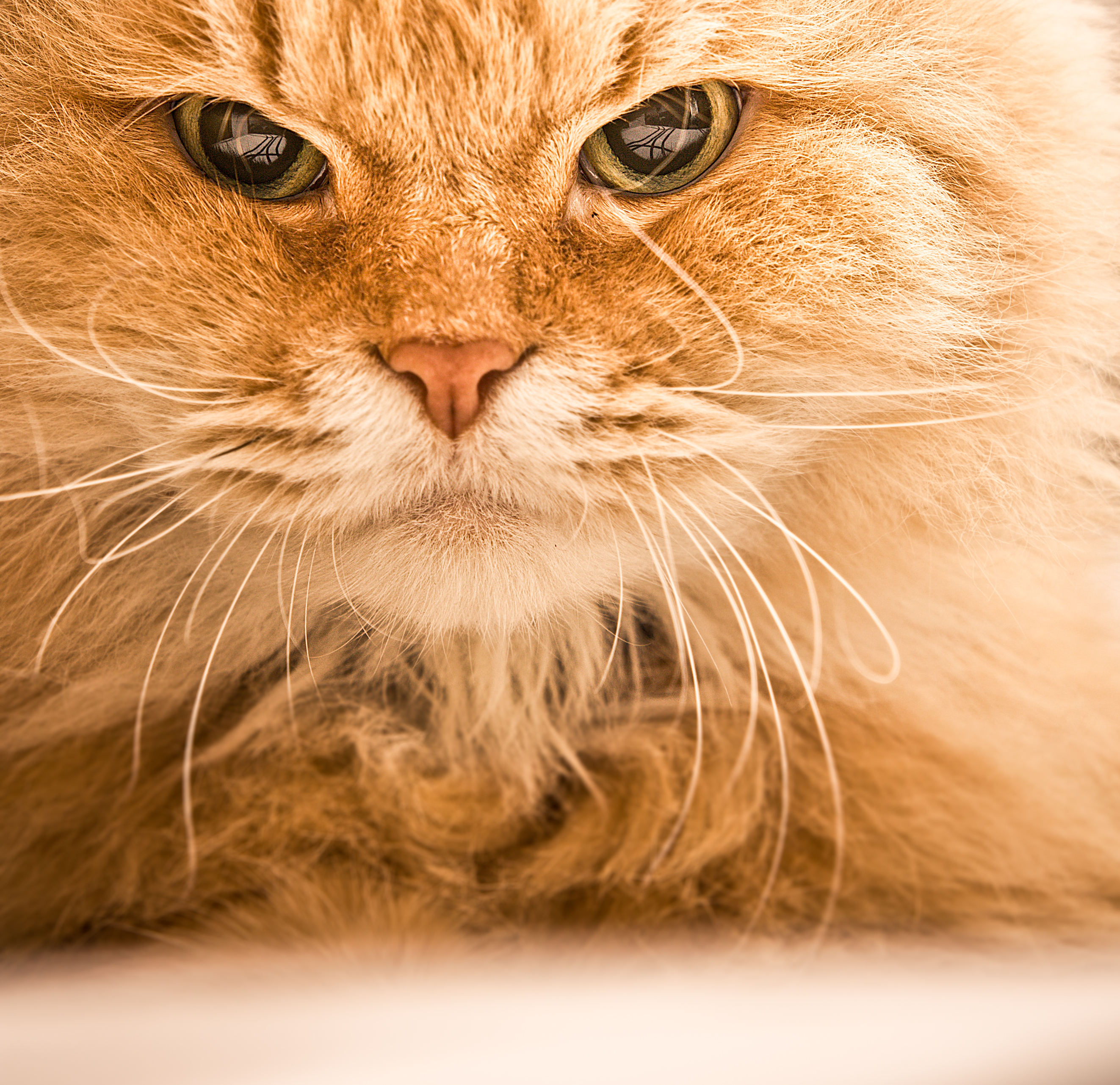
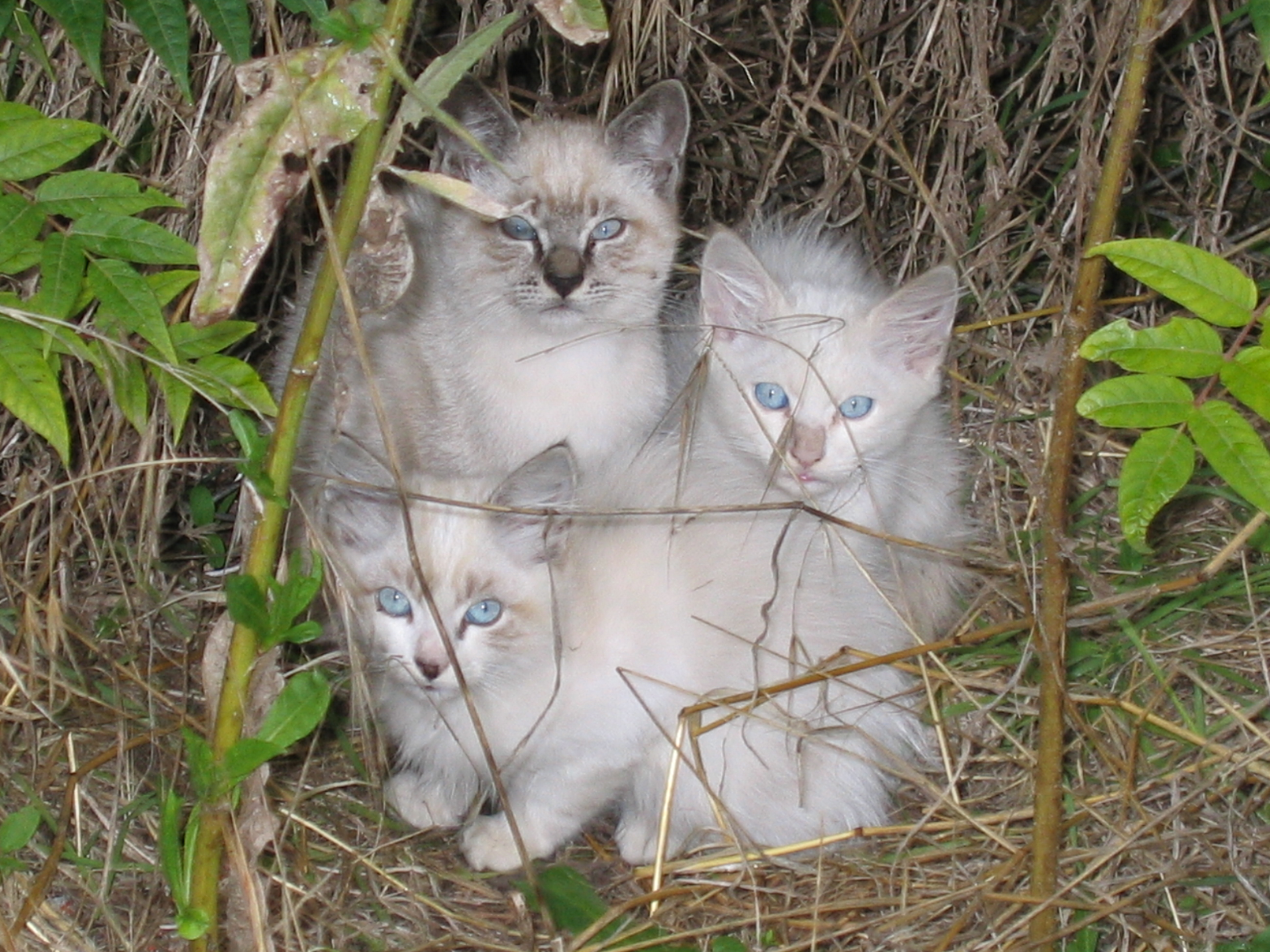